# 青銅鐘式嵌澄泥硯
青銅鐘式嵌澄泥硯是清代的澄泥硯，形狀像風字，一端彎曲向內，像個圓弧，顏色很深，有赭色的感覺。整個硯和蓋似乎是從青銅編鐘改造而來的，硯和蓋的大小大概差不多，硯的內部是挖空的，然後填上澄泥做成硯。硯的中央有一個微微凹陷的圓形，用來墨汁。蓋子和硯的背面仿造青銅器的樣子，有綠色和紅色的鏽跡，看起來色彩繽紛。硯的身上有兩排「枚」字，每排三個字，之間嵌著金絲篆字「萬生永寶」，還有金銀絲獸紋和回紋裝飾。